# Георгіївка (Звенигородський район)
Гео́ргіївка — село в Україні у Звенигородському районі Черкаської області. Орган місцевого самоврядування — Іскренська сільська рада, якій підпорядковані села Іскрене та Георгіївка. Населення становить 213 осіб.
17 липня 2020 року, в результаті адміністративно-територіальної реформи та ліквідації Шполянського району, село увійшло до складу Звенигородського району.

## Населення

### Мова
Розподіл населення за рідною мовою за даними перепису 2001 року:
| Мова       | Кількість | Відсоток |
| ---------- | --------- | -------- |
| українська | 213       | 100%     |